# Holwerd

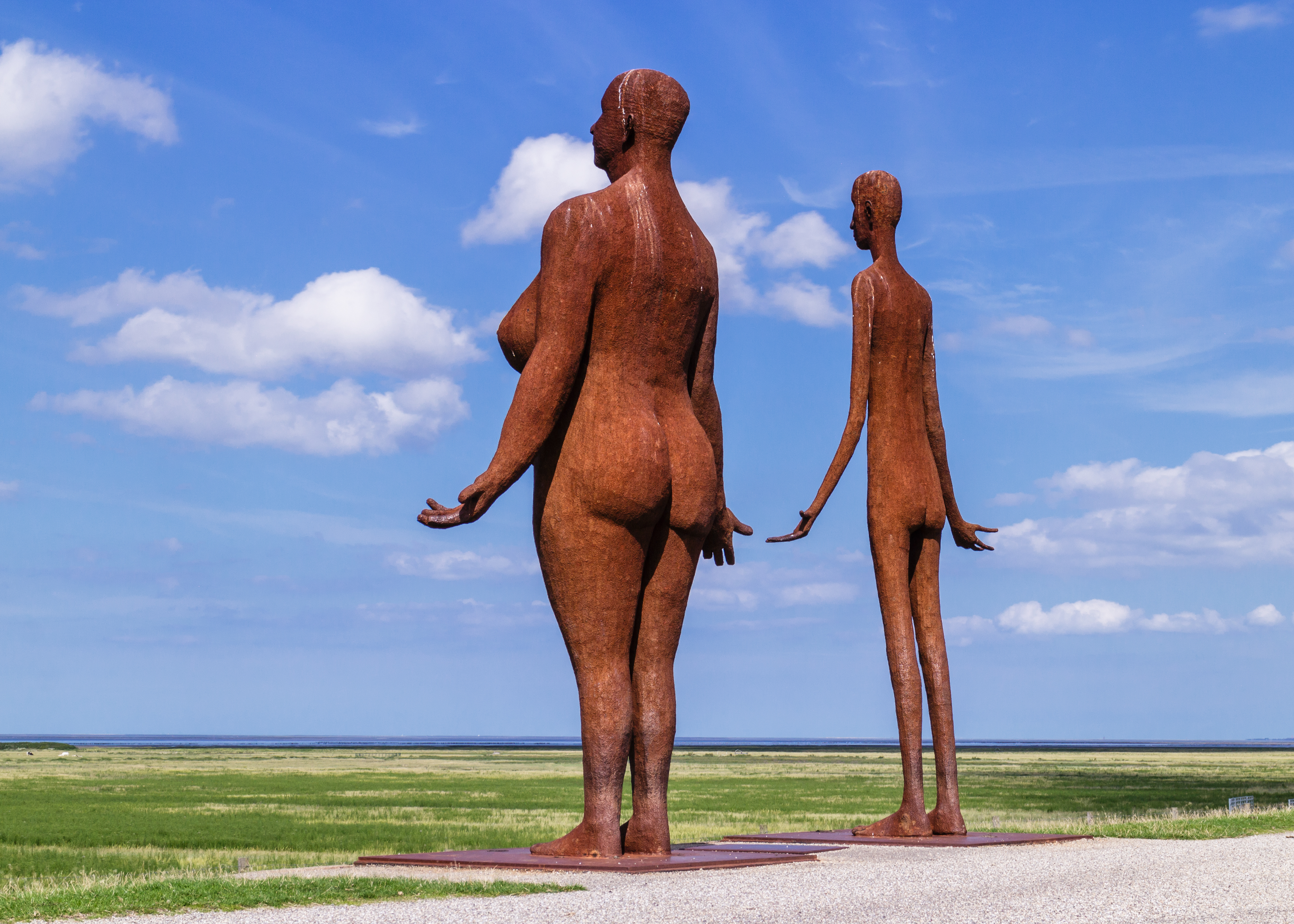
Wachten op hoog water (regarder la mer, peut-être), sculpture de Jan Ketelaar à Holwerd. Aout 2023.

Holwerd (en frison : Holwert) est un village de la commune néerlandaise de Noardeast-Fryslân, situé dans la province de Frise.

## Géographie
Le village est situé dans le nord de la Frise, au bord de la mer des Wadden et à 8 km au nord-ouest de Dokkum.

## Histoire
Holwerd fait partie de la commune de Westdongeradeel avant 1984 puis de Dongeradeel avant le 1er janvier 2019, où celle-ci est supprimée et fusionnée avec Ferwerderadiel et Kollumerland en Nieuwkruisland pour former la nouvelle commune de Noardeast-Fryslân.

## Démographie
Le 1er janvier 2018, le village comptait 1 580 habitants.

## Transports
Holwerd est le lieu de départ des ferrys pour l'île d'Ameland.

## Personnalités nées à Holwerd
- Johannes Phocylides Holwarda (1618-1651), philosophe
- Sicco Douwe van Aylva (1734-1807), homme d'État
- Albert ten Broeke Hoekstra (1765-1828), linguiste et homme politique
- Hans Jouta (né en 1966), sculpteur